# Юлія Міхальська
Юлія Людовика Міхальська-Плотковяк (пол. Julia Ludwika Michalska-Płotkowiak, 21 липня 1985) — польська веслувальниця, олімпійська медалістка.

## Виступи на Олімпіадах
| Олімпіада   | Дисципліна   | Місце |
| ----------- | ------------ | ----- |
| Пекін 2008  | одиночка     | 6     |
| Лондон 2012 | двійка парна | 3     |

## Зовнішні посилання
- Досьє на sport.references.com [Архівовано 18 березня 2009 у Wayback Machine.]

1. ↑  Julia Michalska